# Vetchinkin (cràter)
Vetchinkin és un cràter d'impacte lunar erosionat. Es troba a l'oest-nord-oest de l'enorme plana emmurallada del cràter Mendeleev, a la cara oculta de la Lluna. A l'oest-nord-oest de Vetchinkin es troba el cràter Meshcherskiy, al sud-sud-est apareix Green, i al sud es localitza Hartmann. Altres cràters propers més petits són Rutherford (a l'est) i Bergman i Moissan (al sud-est), els dos últims inclosos dins de Mendeleev.

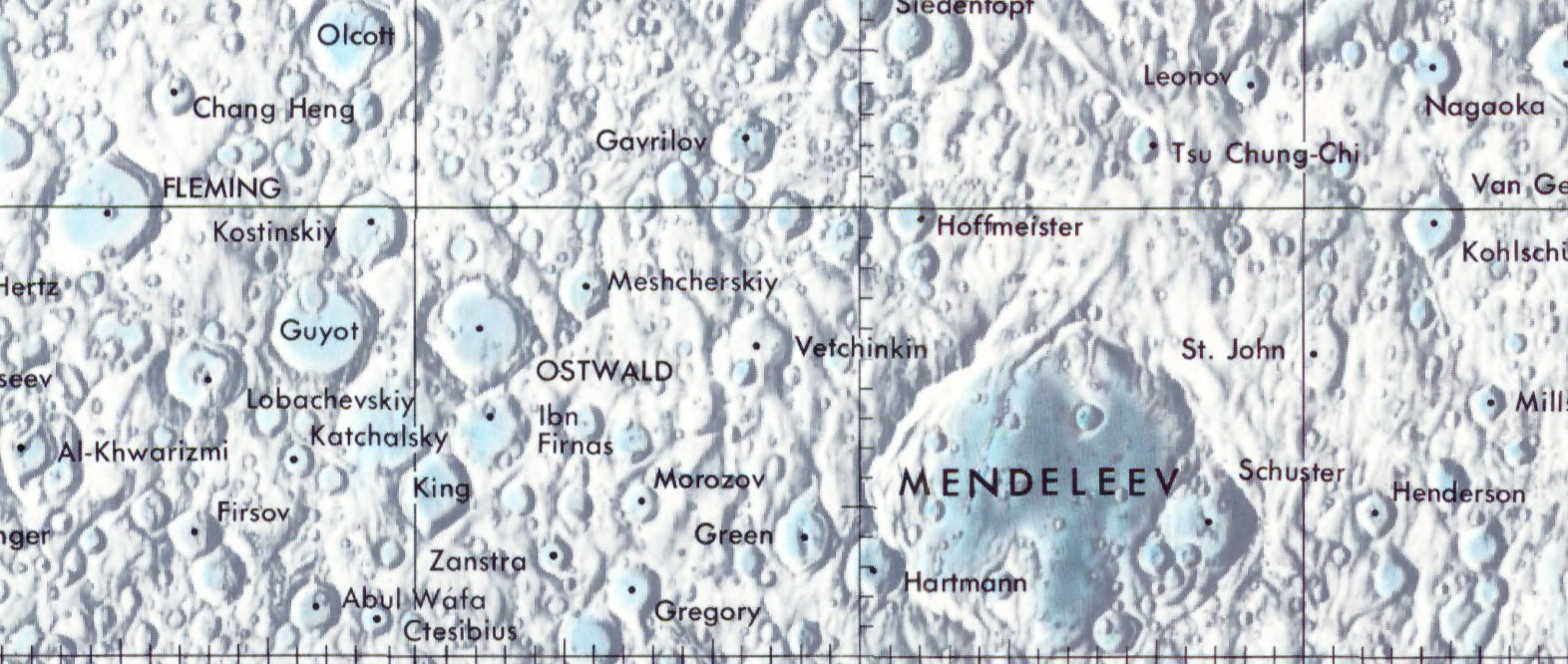
Localització de Vetchinkin (centre de la imatge)
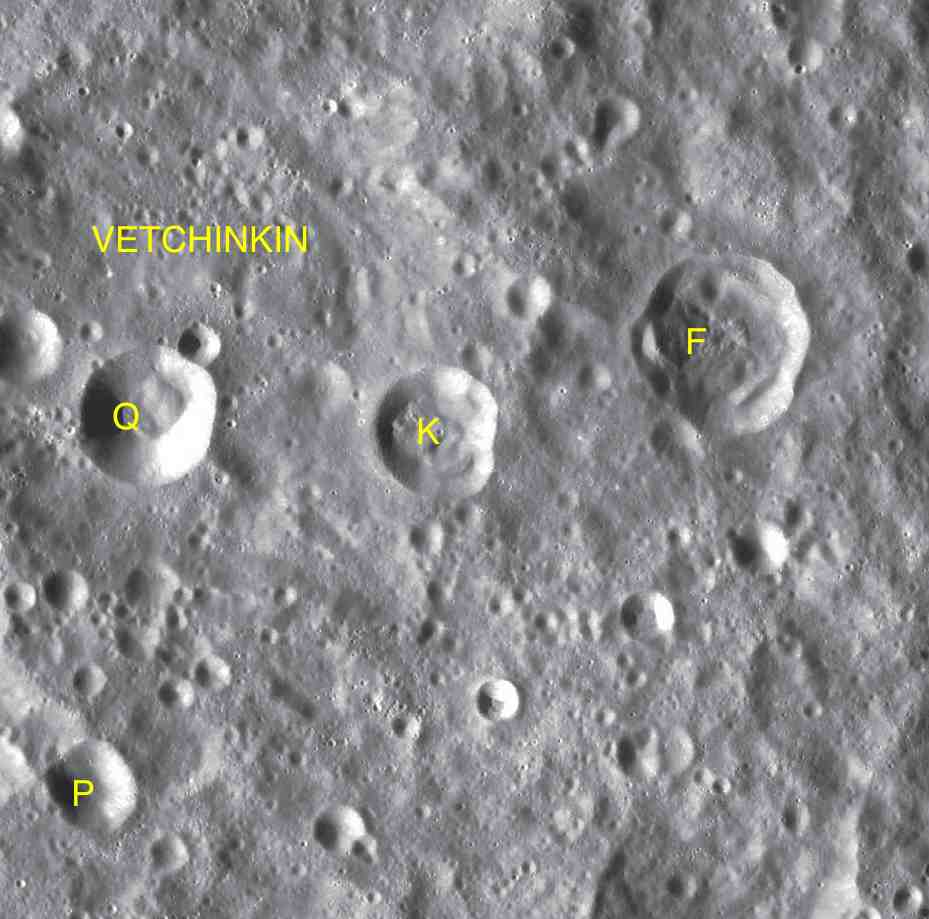
Cràters satèl·lit

Aquest cràter està molt desgastat i erosionat, quedant molt poc de la vora exterior original. El cràter satèl·lit Vetchinkin K travessa el costat est de la vora, i Vetchinkin Q forma un cràter petit però prominent a la part sud-oest del sòl del cràter principal. La resta de l'interior del cràter està marcat per diversos petits cràters i petits impactes, molt similar a l'assolat terreny circumdant.

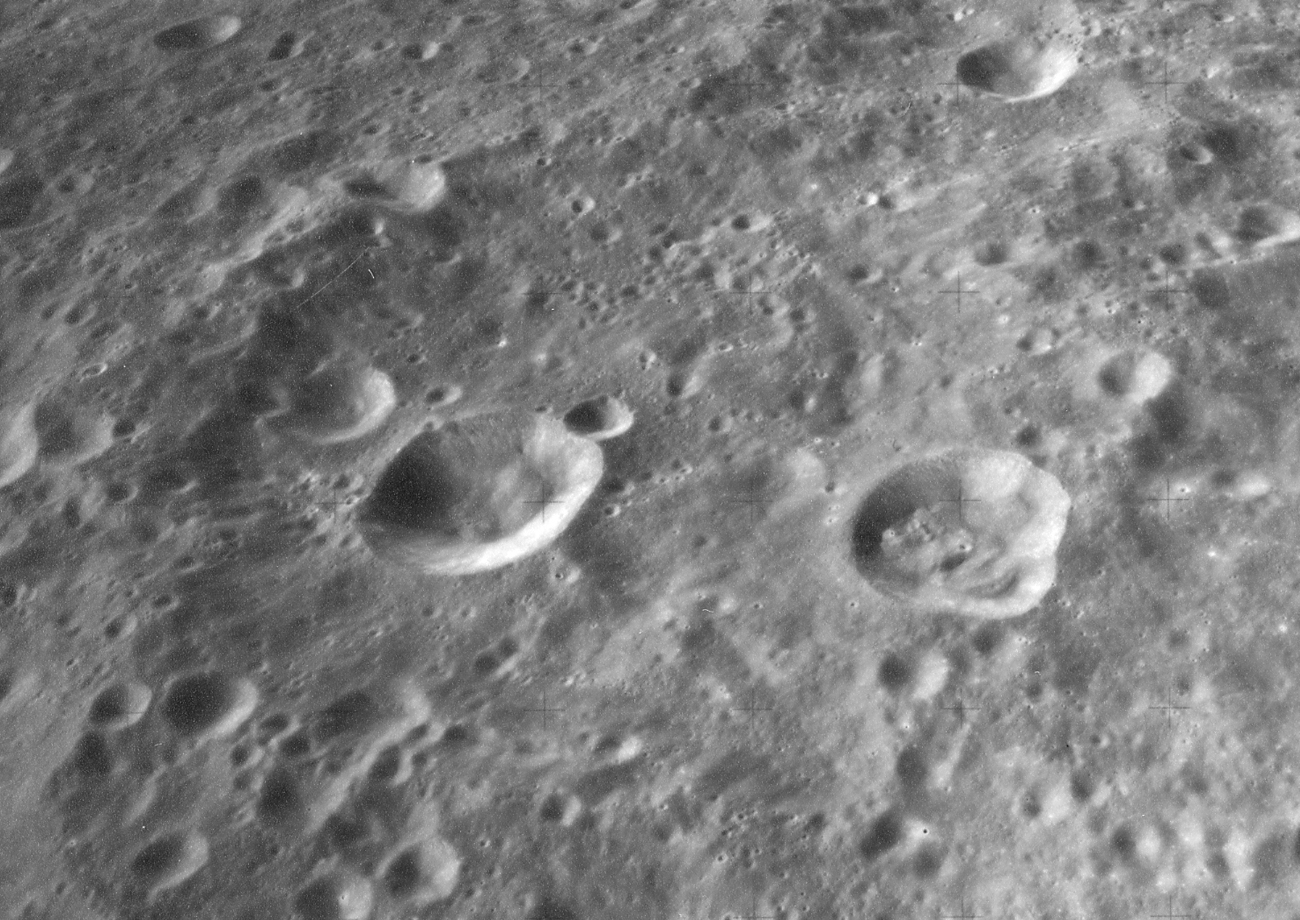
Fotografia de la missió Apollo 16
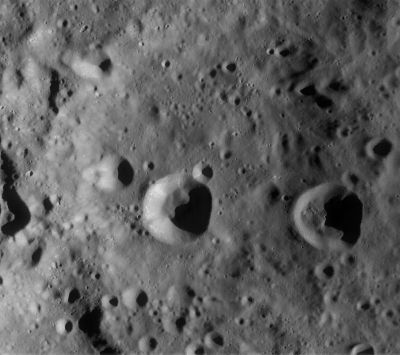
Fotografia de la missió LRO

El cràter porta el nom del físic i enginyer aeroespacial soviètic Vladimir Vetchinkin (1888-1950). Abans de ser renomenat el 1970 per la UAI era conegut amb el nom de Cràter 215.

## Cràters satèl·lit
Per convenció aquests elements són identificats en els mapes lunars posant la lletra en el costat del punt central del cràter que està més proper a Vetchinkin.
| Vetchinkin | Coordenades                            | Diàmetre |
| ---------- | -------------------------------------- | -------- |
| F          | 10° 00′ N, 134° 00′ E / 10.0°N,134.0°E | 30 km    |
| K          | 9° 36′ N, 132° 18′ E / 9.6°N,132.3°E   | 22 km    |
| P          | 7° 42′ N, 130° 18′ E / 7.7°N,130.3°E   | 17 km    |
| Q          | 9° 36′ N, 130° 42′ E / 9.6°N,130.7°E   | 23 km    |